# Chamaesphecia andrianony
Chamaesphecia andrianony là một loài bướm đêm thuộc họ Sesiidae. Loài này có ở châu Phi.